# People of Praise
People of Praise est un groupe catholique d'origine américaine. Le groupe compte en 2018 2 000 membres adultes aux États-Unis, au Canada et aux Caraïbes, et gère trois écoles aux États-Unis.
Il est fondé en 1971 dans le contexte de l'émergence des ministères et mouvements de laïcs de l'Église catholique.
Si le groupe est officiellement œcuménique, ouvert aux chrétiens de différentes confessions, la majorité de ses membres est catholique. Cette communauté chrétienne radicale aurait servi de modèle au livre « La Servante écarlate » de Margaret Atwood.
Le groupe est devenu connu lorsque l'une de ses membres, Amy Coney Barrett, a été pressentie, puis finalement retenue pour être membre de la Cour Suprême des États-Unis, après confirmation par un vote à la majorité du Sénat des États-Unis.